# Оканаган (озеро)
Окана́ган (англ. Okanagan Lake) — озеро в провинции Британская Колумбия в Канаде. Расположено в южной части провинции в одноимённой долине примерно в 100 км от границы США. Одно из достаточно больших озёр Канады — площадь 351 км². Высота над уровнем моря 342 метра. Ледостав с января по февраль. Сток из озера на юг по реке Оканоган через озеро Скаха до впадения в реку Колумбия (бассейн Тихого океана). Озеро очень длинное и узкое, длина примерно 135 км, ширина — до 6,4 км.
На юго-западном берегу озера находится провинциальный парк Оканаган-Маунтин. На восточном берегу центральной части озера находится самый крупный населённый пункт долины Оканаган — город Келоуна, на западном берегу расположены Печленд, Саммерленд и Уэст-Келоуна, включающая в себя Уэстбанк и ряд других более мелких населённых пунктов. Близ северной оконечности озера находится город Вернон, южной — Пентиктон.

## История
В переводе название озера означает «место воды».
Оканаган — остаток древнего ледникового озера, отступившего 10 000 лет тому назад. Отступая, озеро оставило после себя плодородные террасы.
Дэвид Стюарт из Тихоокеанской меховой компании первым начал пушную торговлю в долине Оканаган в 1811 году. После него здесь побывали миссионеры, золотоискатели и лесоторговцы. Но тёплый климат и плодородная земля очень благоприятствовали виноградарству и садоводству. Долина славится своими винами и прекрасными фруктовыми садами, которые обеспечивают Ванкувер черешней, персиками и яблоками. Одним из основных занятий для местных жителей также является туристический бизнес. Развито любительское и спортивное рыболовство на радужную форель и лосося.
Согласно легендам местных индейцев, в озере обитает огромное чудовище Огопого, можно сказать местный вариант Лох-Несского чудовища.

## Галерея

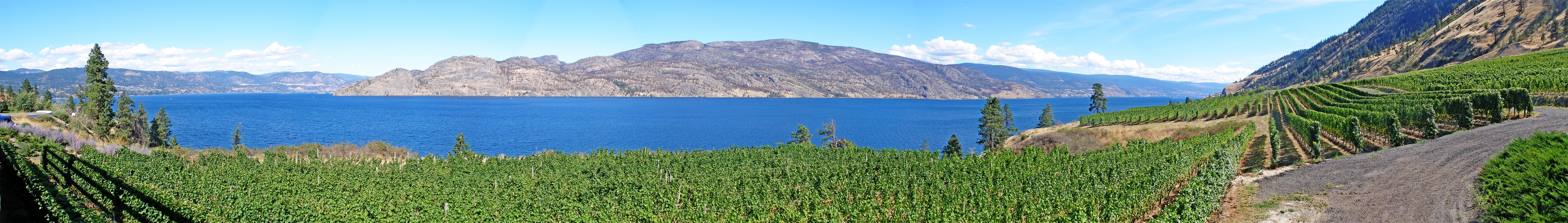
Вид на виноградники и озеро Оканаган

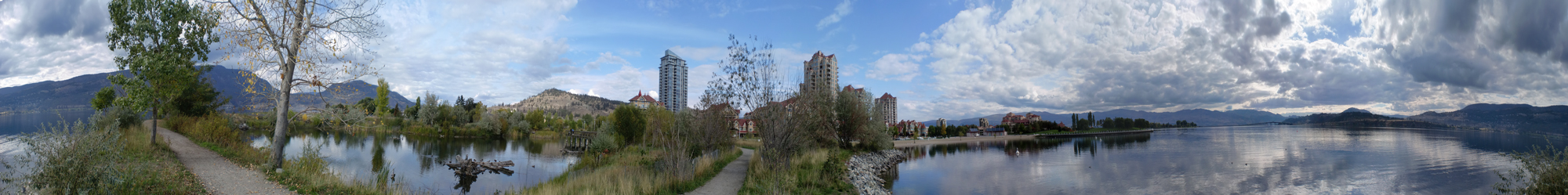
Панорама озера Оканаган